# Der Reigen (1964)
Der Reigen ist ein französisch-italienischer Spielfilm aus dem Jahre 1964 nach dem gleichnamigen Stück von Arthur Schnitzler. Der Dramaturg Jean Anouilh verlegt den Schauplatz des Stücks von Wien nach Paris in die Zeit der Belle Époque. Der Film hatte in der Bundesrepublik Deutschland am 16. Oktober 1964 Premiere.

## Handlung
Der Film handelt von flüchtigen Begegnungen zwischen dem weiblichen und dem männlichen Geschlecht. Den Anfang macht die Dirne. Der Soldat ist nicht wählerisch und folgt ihr aufs Zimmer. Kaum ist der Geschlechtsverkehr vollzogen, stürzt sich der Soldat in ein neues amouröses Abenteuer: er verführt das Stubenmädchen, das sich von der schmucken Uniform blenden lässt. Das Stubenmädchen wiederum wendet sich anschließend dem „Jungen Herrn“ zu, dem erwachsenen Sohn seines Arbeitgebers. Für ihn ist die Angestellte lediglich ein Versuchsobjekt für den Verkehr mit einer wahrhaftigen Dame. Der begegnet er bald in Gestalt der „Jungen Frau“. Diese leistet zwar anfangs etwas Widerstand, lässt sich aber schließlich doch gerne von dem Jüngling besiegen. Gerade dies ist es, was die Frau so oft bei ihrem Ehemann vermisst. Heute aber findet er sie wieder einmal begehrenswert und geht mit ihr ins Bett. Er legt großen Wert darauf, dass sie anständig bleibt, wie es sich für eine Gattin gehört. Er selbst aber findet es völlig normal, sich mit dem „Süßen Mädel“ im Chambre séparée zu vergnügen. Doch auch Midinette, wie die Kleine heißt, liebt die Abwechslung. Heute hat es ihr der Theaterdichter angetan. Wie liebt sie doch so sehr seine geistreichen Bemerkungen, auch wenn sie davon so gut wie nichts versteht. Für den Dramatiker ist Midinette die reinste Inspirationsquelle. Volles Verständnis dagegen findet der Dichter bei einer Vollblutkomödiantin. Die wiederum lässt sich hinterher mit Wonne vom Grafen, einem reichen Offizier, beglücken. Anschließend bummelt der durch die Stadt, und als der Morgen graut, erwacht er im Zimmer eines schönen Mädchens, ohne zu wissen, wie er in der Nacht hierhergekommen ist. Damit schließt sich der Kreis, denn das „reizende Kind“ ist niemand anders als die Dirne, mit der der Reigen begonnen hat.

## Kritiken
„Die Neuverfilmung von Schnitzlers Skandalstück um einen ‚Reigen‘ sich treffender und wieder verlassender Paare ist zwar mit spürbarer Ironie ausgestattet, entbehrt jedoch weitgehend des atmosphärischen Reizes. Stattdessen setzt der Regisseur eher auf die Reize seiner Darstellerinnen.“

„Vadim, des französischen Films salopper Salon-Sadist, hat diese dritte Verfilmung des graziös-dekadenten Schnitzler-Kammerstücks mit Hilfe des Dialog-Autors Jean Anouilh zu einer überladenen Plüsch-Revue vereinfacht. Das einst als ‚moderner Totentanz der Liebe‘ empfundene galant-melancholische Rondo der zehn Paare, die sich die Gunst der Liebeskunst erweisen, wurde zu einem kurzweiligen Zeitvertreib unterkühlt, der Liebesspielplatz aus dem dekadenten Wiener Milieu ins lebe- und liebeslustige Paris der Belle Époque verlegt. Beste im Eastman kolorierten Ringel-‚Reigen‘: Anna Karina, Catherine Spaak und Jane Fonda.“

## Auszeichnungen
Der Film wurde 1966 für einen Golden Globe Award in der Kategorie Bester fremdsprachiger Film nominiert.